# 次亜硝酸塩
次亜硝酸塩(Hyponitrite)は、化学式N2O22-のアニオンまたはこれを含むイオン性化合物である。有機化学においては、-O-N=N-O-で表される官能基、または一般式R1-O-N=N-O-R2で表される有機化合物を指す。このような化合物は、次亜硝酸HON=NOHの塩やエステルと見ることもできる。

## 次亜硝酸イオン
幾何異性体を持つ。
trans(E)型は、次亜硝酸ナトリウムや次亜硝酸銀(I)等の次亜硝酸塩に一般的に見られる。
cis(Z)型の次亜硝酸ナトリウムも得られ、trans型よりも反応性が高い。cis型の次亜硝酸アニオンは平面型に近く、ほぼ対称である。N-O長は約140 pm、N-N長は120 pm、O-N-N角は、約119°である。

### 反応
架橋型またはキレート型の二座配位子として振舞いうる。赤色の塩化ニトロシルペンタアンミンコバルト(III)([Co(NH3)5NO]Cl2)は、架橋cis次亜硝酸基を含む。
還元剤として働き、例えばヨウ素を還元する際は以下のようになる。
N2O2−
2 + 3 I2 + 3 H2O → NO−
3 + NO−
2 + 6 HI

## 次亜硝酸エステル
有機trans次亜硝酸塩R1−O−N=N−O−R2は、trans次亜硝酸銀(I)Ag2N2O2と様々なハロゲン化アルキルを反応させることで得られる。例えば、Tert-ブチルクロリドとの反応で、trans ジ-tert-ブチル次亜硝酸が生成する。
報告のある他のアルキルラジカルには、エチル基とベンジル基がある。これらの化合物は、アルコキシルラジカルの原料となりうる。